# Пеппіно Гальярді
Пеппіно Гальярді (англ. Peppino Gagliardi, 25 травня 1940, Неаполь — 9 серпня 2023, там само) — італійський естрадний співак і пісняр. Його дуже романтичні, мелодійні пісні споріднені з неаполітанською традицією. Він є автором майже всіх виконуваних пісень, за що йому дали прізвисько «італійський Азнавур», хоч теми різні.

## Біографія
Гальярді народився в Неаполі. В дитинстві грав на акордеоні, а під час навчання в консерваторії опанував гру на фортепіано. Наприкінці 1950-х років він заснував гурт, який назвав власним ім'ям «Гальярді». Вони виступали в Неаполі та околицях міста. Пеппіно Гальярді почав компонувати свої перші пісні, тексти для яких писав його товариш Гаетано Амендола. Згодом вони обоє створили творчий авторсько-композиторський дует Амендола—Гальярді. У 1962 році Гальярді записав на студії звукозапису Zeus свою першу пісню «Голосом мами» (A voce 'e mamma), яка однак залишилася непоміченою.
Перший успіх прийшов у 1963 році, коли вийшла його пісня «Я люблю тебе і буду любити» (T'amo e t'amerò). Далі, до кінця 1960-х років, з різним успіхом виступав зі своїми піснями на Пісенному фестивалі в Неаполі та Фестивалі в Санремо, де перший великий національний успіх прийшов до Пеппіно Гальярді в 1968 році з піснею «Чого хоче ця музика сьогодні ввечері» (Che vuole questa musica stasera).
Пізніше ця пісня була використана в декількох кінофільмах: «Запах жінки» Діно Різі, «Людина з О.М.К.З.П.» Гая Річі, «Безжалісний» Ренато де Марії та «Ласкаво просимо додому» Джорджа Ретліффа. Пісня також була використана в епізоді 2-го сезону бельгійського серіалу «Професор Т.».
Найбільшого успіху Гальярді досяг на початку 1970-х років. У 1970 році популярною стала його пісня «Вересень» (Settembre). У 1971-му з'явилися такі шлягери як «Бризки моря» (Gocce di mare), «Я тебе так люблю» (Ti amo così) i «Завжди, завжди» (Sempre sempre).
Успішними були виступи на пісенному фестивалі в Санремо. Він двічі займав 2 місце, у 1972 році з піснею «Як фіалки» (Come le viole) та «Як хлопчина» (Come un ragazzino) у наступному році.
У 1980-их і 1990-их роках популярність музики Гальярді впала. Востаннє він виступив на фестивалі в Санремо в 1993 році з піснею «Схід сонця» (L'alba).
Пеппіно Гальярді помер 9 серпня 2023 року у Неаполі в 83-річному віці.

## Дискографія
Альбоми
На основі бази даних Discogs
- 1965 — Peppino Gagliardi
- 1971 — Un anno…tante storie d'amore
- 1972 — I sogni miei non hanno età
- 1972 — Peppino Gagliardi
- 1973 — T'amo e t'amerò
- 1974 — Quanno figlieto chiagne e vo' cantà, cerca 'int'a sacca…e dalle 'a libbertà!
- 1974 — Sempre… sempre…
- 1974 — Vagabondo della verità
- 1978 — Peppino Gagliardi
- 1980 — Amore….Ammore
- ? — Le mie immagini
- ? — La musica la gente ed io